# Директива 2005/60/ЕС
Директива 2005/60/ЕС, официальное название Директива Европейского Парламента и Совета Европейского Союза 2005/60/ЕС от 26 октября 2005 г. "о предотвращении использования финансовой системы для отмывания денежных средств и финансирования терроризма" (англ. Directive 2005/60/EC of the European Parliament and of the Council of 26 October 2005 on the prevention of the use of the financial system for the purpose of money laundering and terrorist financing) — нормативный акт, который регулирует порядок предотвращения использования финансовой системы Европейского Союза в целях отмывания денег и финансирования терроризма. Документ был принят 26 октября 2005 года в Брюсселе Европарламентом и Советом Европейского союза и вступил в силу 15 декабря 2005 года.

## История создания
Отмывание денег — это преступление, которое влечёт за собой негативные последствия для экономики, а также тормозит культурное и социальное развитие стран мира. Вместе с отмыванием денег непрерывно следует терроризм, который в силу своей противоправной природы не может законно функционировать в мировой финансовой системе. Одной из первостепенных задач надзорных и регулирующих органов является надёжность и законность финансовой системы.
Законодательная база Европейского Союза относительно контроля за финансовой системой с целью предотвращения отмывания денег и защиты финансовой безопасности Сообщества всегда была на достаточно высоком уровне. Одним из первых нормативно-правовых документов была Директива 91/308/ЕЕС «О предотвращения использования финансовой системы в целях отмывания денег». В документе впервые были введены такие понятия, как «отмывание денег», «обязанность идентификации клиентов» и т. п.".
Следующим документом, что претерпел некоторые изменения, стала Директива 2001/97/EC от 2001 года. Её положения значительно расширили круг учреждений за которыми осуществлялся контроль в целях противодействии отмыванию денег.
С развитием компьютерных технологий, а также и способов осуществления незаконной финансовой деятельности посредством сети интернет, возникла надобность в пересмотре положений Директивы 2001/97/ЕС. Таким документом стала уже третья по счёту — Директива 2005/60/ЕС от 26 октября 2005 г. «О предотвращении использования финансовой системы для отмывания денежных средств и финансирования терроризма и мерах по её реализации». Её положения ещё больше расширили полномочия и сферу действия правоохранительных органов при выявлении фактов отмывания денег в финансовой системе Европейского Союза, стала. Именно Директива 2005/60/ЕС стала первой среди Директив, в которой было введено понятие «финансирование терроризма». Её нормы содержат конкретные требования в отношении идентификации и проверки клиентов финансовых учреждений, также оценки ситуации с точки зрения риска отмывания денег или финансирования терроризма. Сфера действия Директивы также распространяется на биткойны, другие цифровые валютные биржи и поставщиков электронных кошельков для осуществления безналичных финансовых операций.
В настоящее время Директива 2005/60/ЕС утратила силу, поскольку была заменена Директивой 2015/849/ЕС от 25 июня 2015 года.

## Характеристика документа

### Структура
- Преамбула (Whereas, состоит из п[9]. 1-48);
- Глава I. Основные положения, содержание и определения (CHAPTER I SUBJECT MATTER, SCOPE AND DEFINITIONS, состоит из ст. 1-5);
- Глава II. Проверка клиентов (дью дилидженс) (CHAPTER II CUSTOMER DUE DILIGENCE, состоит из ст. 6-19);
- Глава III. Обязательства по отчетности (CHAPTER III REPORTING OBLIGATIONS, состоит из ст. 20-29);
- Глава IV. Хранение архивов и статистических данных (CHAPTER IV RECORD KEEPING AND STATISTICAL DATA, состоит из ст. 30-33);
- Глава V. Меры принуждения (CHAPTER V ENFORCEMENT MEASURES, состоит из ст. 34-39);
- Глава VI. Применение (CHAPTER VI IMPLEMENTING MEASURES, состоит из ст. 40, 41);
- Глава VII. Заключительные положения (CHAPTER VII FINAL PROVISIONS, состоит из ст. 42-47);
- Приложение. Корреляционная таблица (ANNEX. Correlation table)[10][11][12]

### Задачи
Главной задачей Директивы 2005/60/ЕС является закрепление понятия «финансирование терроризма» и усиление борьбы с ним. Также основная роль отводится укреплению сотрудничества и обмене информацией между органами финансовой разведки государств-членов Европейского Союза.